# Collège Lucie-Berger
Pour les articles homonymes, voir Berger (homonymie).
Le collège Lucie-Berger – aujourd'hui associé au gymnase Jean-Sturm, dans le cadre du Pôle Comenius, sous l'appellation « le Gymnase » – est un établissement strasbourgeois d'inspiration luthérienne, fondé en 1871 avec l'appui de la communauté des diaconesses protestantes de la ville.
Cet établissement scolaire est un établissement d’enseignement privé sous contrat d’association avec l’État.

## Lucie Berger, fondatrice de l'école
Lucie Berger (1836-1906) est d'origine alsacienne, née à Strasbourg dans une famille luthérienne. Elle est le sixième enfant de Pierre-Frédéric Berger (1796-1837), avocat montbéliardais, et d'Antoinette Louise Victoire Éléonore Levrault, héritière de la maison d'édition Levrault. Frédéric Berger meurt lorsque Lucie est âgée d’un an. Éléonore Levrault hérite de l’entreprise d'édition, à la mort de sa propre mère, Caroline Levrault, en 1850, et en prend la direction en association avec son fils, frère de Lucie, Oscar Berger-Levrault, lui-même philatéliste distingué. Deux femmes ont ainsi dirigé l'affaire familiale.

## Le collège Lucie-Berger

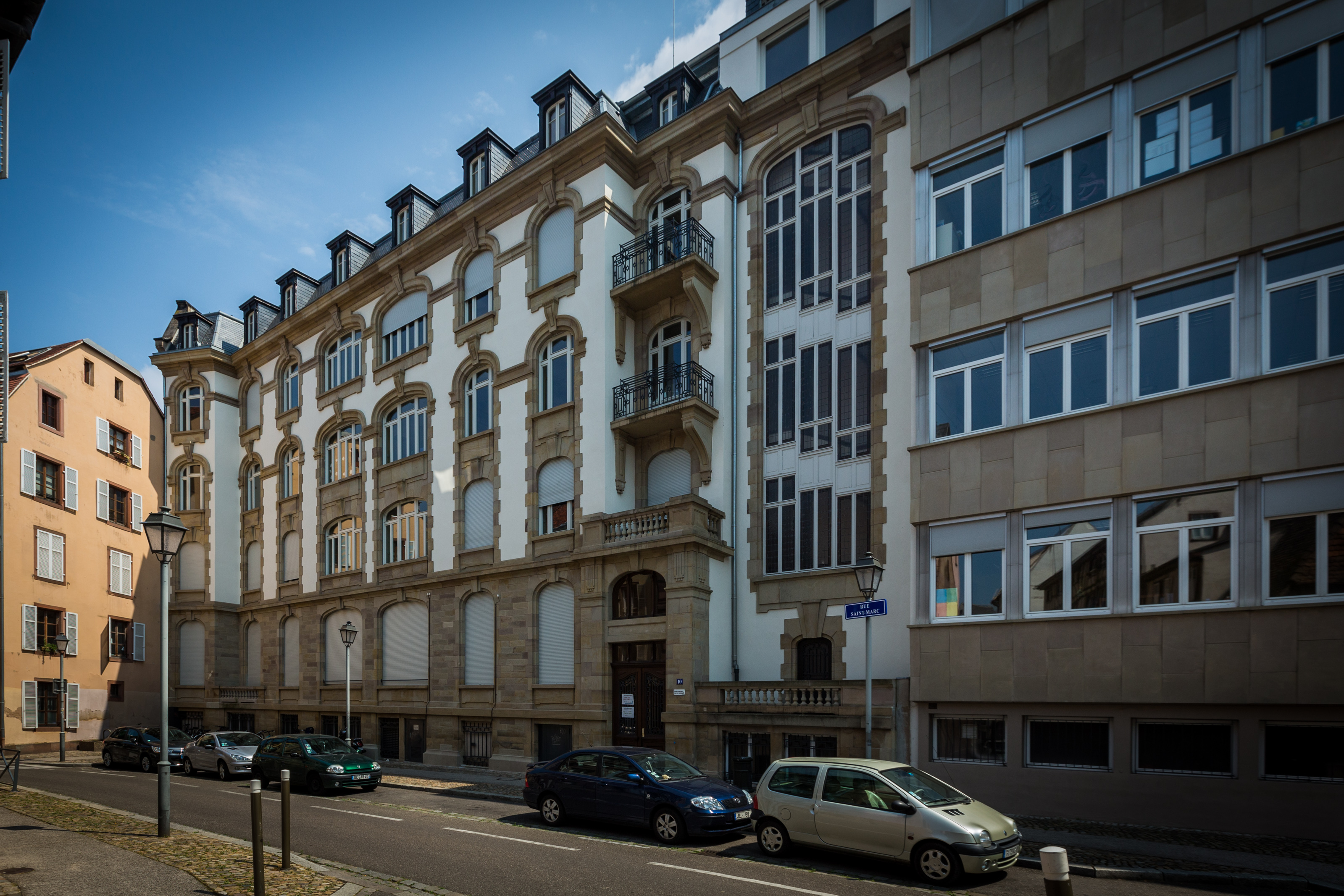
Le collège Lucie-Berger, côté rue Saint-Marc.

### La fondation et les débuts

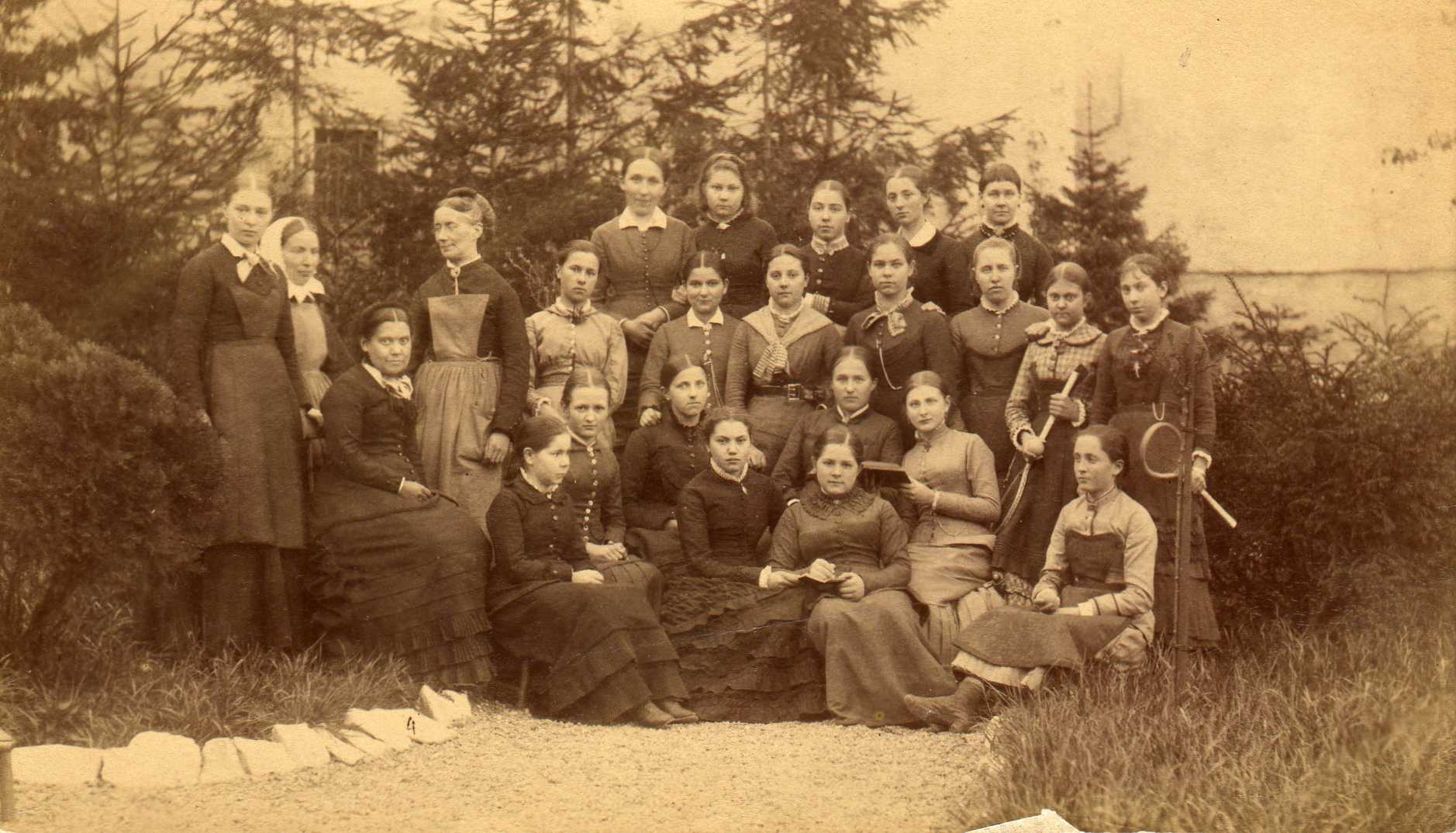
Une classe en 1883 (Lucie Berger est assise, 3e à partir de la gauche).

Lucie Berger travaille comme secrétaire du comité des Diaconesses de Strasbourg à partir de 1866. Alors qu'elle a 35 ans, elle est encouragée par cette communauté et par le pasteur François-Henri Haerter à ouvrir un pensionnat voué à la formation et à l'éducation de « jeunes filles de la classe moyenne », dans un bâtiment acheté à l’institution du «Bon Pasteur» qui conserve ce nom. Le collège est fondé officiellement le 16 octobre 1871, et Lucie Berger en devient la directrice. Il est constitué à l’origine d'une classe unique, confiée à deux enseignantes elles-mêmes diaconesses, de seize pensionnaires et d'une externe, mais le nombre de ses élèves croît rapidement : ainsi, en 1873, l’institution reçoit déjà trente pensionnaires et vingt-huit externes, en 1890, elle compte seize classes, et 600 élèves en 1910. Lucie Berger dirige l'établissement jusqu'en 1902.

### L'âge de la maturité
Le collège est le premier établissement alsacien qui permet aux jeunes filles de poursuivre des études secondaires. Les élèves reçoivent une éducation en allemand à partir de l'annexion de l'Alsace, ce qui incite des familles allemandes, qui se sont installées à Strasbourg, à y inscrire leurs enfants. Toutefois, les élèves doivent pratiquer le français, notamment à l'internat. En 1896, un gymnase destiné aux activités sportives des élèves vient compléter la structure, témoignant de la conviction de Lucie Berger que la pratique physique et sportive faisait partie intégrante de l’éducation des jeunes filles. Des séjours d'élèves et d'enseignantes, accompagnées de Lucie Berger, sont organisés dans la propriété des Diaconesses, le Schloessel, à Koenigshoffen (faubourg de Strasbourg). Une revue est créée afin de conserver les liens entre le collège et ses anciennes élèves, d'abord intitulée La Messagère (1876-1882), puis L'Écho, publié jusqu'en 1917.
Lorsque l’Alsace revient à la France en 1918, Nieden, le directeur-adjoint, Allemand d'origine luthérienne, qui seconde Lucie Berger depuis 1882, doit quitter l'établissement, et lui succède une directrice d'origine alsacienne, Émilie Kuntz, tandis que l’école prend le nom de Collège Lucie-Berger. Le collège poursuit sa croissance, comptant en 1932, 50 enseignants, 530 élèves externes et 80 internes. Pendant les années d'occupation de l'Alsace, durant la Seconde Guerre mondiale, le collège est débaptisé, comme c'est également le cas pour le gymnase Jean Sturm qui prend pour quelques années le nom du magistrat Jacques Sturm. C'est la «Maria Hart Schule» qui accueille les élèves de 1940 à 1944, du nom d'une institutrice et écrivaine alsacienne mariée à un officier allemand durant la Première Guerre mondiale. Le collège qui a repris son nom dès 1944 connaît une crise de croissance qui pousse les dirigeants de l'école à créer un comité de gouvernance, où siègent des représentants des diaconesses, des églises alsaciennes luthérienne et réformée, ainsi que des anciennes élèves. Le bâtiment actuel est inauguré en 1968, par le pasteur Marc Boegner, lors d'un culte à l'église Saint-Thomas. Le collège compte alors 717 élèves.

### Face à de nouveaux défis: une école protestante dans la cité
Édith Rouverand assure une transition, en dirigeant le collège de 1964 à 1968, puis en se consacrant jusqu'en 1984 à l'insertion de l'établissement dans la cité et à son orientation en tant que collège d'inspiration luthérienne, sans être pour autant une école confessionnelle. Cette orientation se marque par un renforcement des liens avec le gymnase Jean Sturm, qui donne lieu à une association, réalisée en 2005, dans le cadre du pôle éducatif Comenius, qui devient ainsi le plus grand établissement protestant français d’éducation.
Le collège Lucie-Berger, devenu mixte dans le cadre des accords au sein du pôle Comenius, accueille les élèves de l'école maternelle jusqu'à la classe de 5e. Il se trouve au 1 rue des Greniers, à Strasbourg.
Anecdote: l'établissement a vu naître, en ses murs, le groupe de chanson et de rock français Weepers Circus, en octobre 1988, par Eric Kaija Guerrier, Franck George, Alexandre George et François Rachez, tous les quatre élèves (de la Seconde à la Terminale) de l'institution.

### Sources
- Cet article est en partie la traduction de l'article Wikipédia anglais Lucie Berger
- Bernard Vogler, Historique de Lucie Berger